# Rhéomètre
Un rhéomètre est un appareil de laboratoire capable de faire des mesures relatives à la rhéologie d’un fluide. Il applique un cisaillement à l’échantillon. Généralement de faible dimension caractéristique (très faible inertie mécanique du rotor), il permet d’étudier fondamentalement les propriétés viscoélastiques et d’écoulement d’un liquide, d’une suspension, d'une émulsion, d’une pâte, d'un plastique, d'une résine, d'une mousse, d'une poudre, d'un gel, etc., en réponse à une force appliquée.

## Mesures
Un rhéomètre est plus sophistiqué et plus cher qu'un viscosimètre. Il permet de connaître les grandeurs fondamentales taux de cisaillement {\displaystyle {\dot {\gamma }}(t)}, contrainte de cisaillement τ(t) et viscosité. Les mesures qu'il donne peuvent être comparées avec celles obtenues par d'autres techniques.
Les rhéomètres rotatifs sont de loin les plus utilisés. Pour ce type de rhéomètre, le produit étudié remplit l'espace entre deux pièces coaxiales (le rotor et le stator). Le rapport entre le couple de rotation M(t) transmis d'une pièce à l'autre par la substance cisaillée, et la vitesse de rotation Ω(t) du rotor, donne la viscosité, à une constante géométrique près. L'angle de rotation ϕ(t) peut aussi être mesuré à chaque instant t. On distingue les appareils à vitesse de rotation imposée (les plus fréquents) et ceux à couple imposé. À la différence du type Couette, le couple est mesuré sur le rotor pour le type Searle.
Certains modèles permettent, en appliquant une sollicitation sinusoïdale (mode oscillation), de déterminer les grandeurs viscoélastiques intrinsèques de la matière, qui dépendent notamment du temps (ou de la vitesse angulaire ω) et de la température. Sont par exemple mesurés :
- la viscosité dynamique, µ ou η, en fonction de {\displaystyle {\dot {\gamma }}} (tracé de la courbe de viscosité), de la température, du temps, etc. ;
- la contrainte tangentielle τ en fonction de {\displaystyle {\dot {\gamma }}} (courbe d'écoulement) ;

en mode oscillation (essai dynamique) :
- la viscosité complexe η* qui est comparable à la viscosité en rotation ;
- le module de cisaillement complexe G* (accès aux modules de conservation G' et de perte G'') et la complaisance complexe J* (= 1 / G*) ;
- le déphasage entre la force et le déplacement, appelé angle de phase ou angle de perte δ et le facteur d'amortissement tan δ, pour la détermination de transitions (Tg, ...).

L'appareil permet notamment d'évaluer le seuil d'écoulement selon Bingham (relié à l'application du produit), la thixotropie (déstructuration - restructuration d'une matière), la stabilité des mesures de viscosité sous cisaillement, le fluage, la recouvrance, la relaxation de contrainte, la dégradation.
Il décrit le comportement de l'échantillon à l'état liquide (plus ou moins visqueux) ou pâteux, à la limite du solide.
Le rhéomètre permet d'étudier l'effet des propriétés des particules d'une suspension [concentration (fraction volumique Φ) (équation de Krieger-Dougherty), taille, distribution de taille, forme et charge des particules] sur les propriétés rhéologiques.

## Typologie

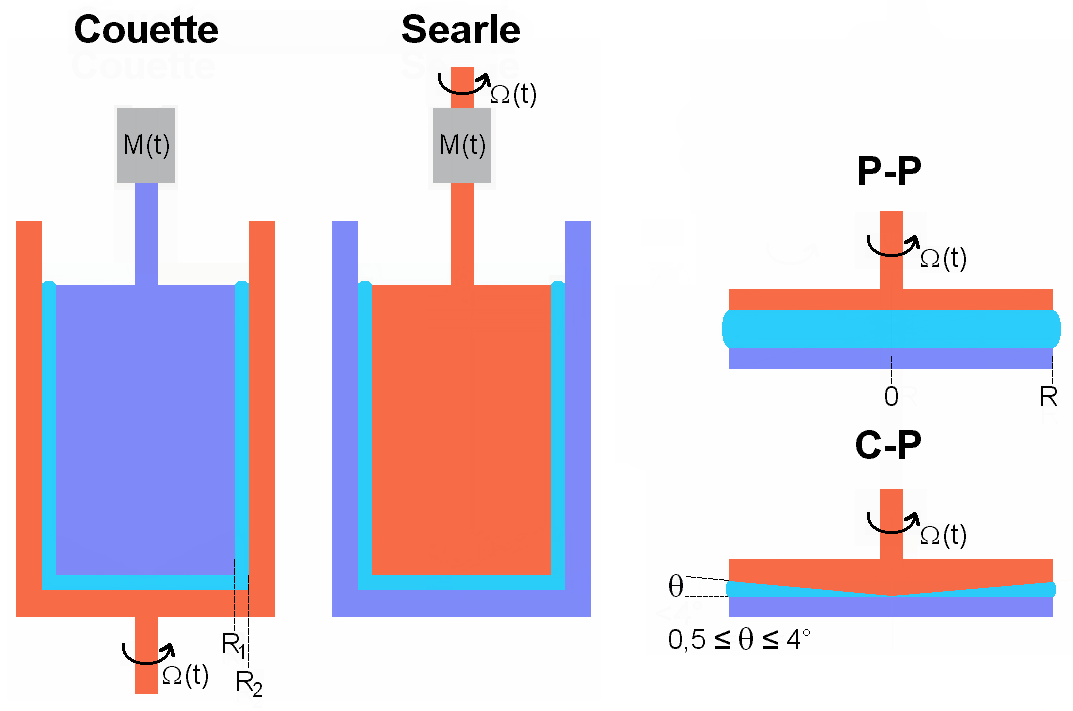
Rhéomètres à rotation : types Couette, Searle, plan-plan et cône-plan

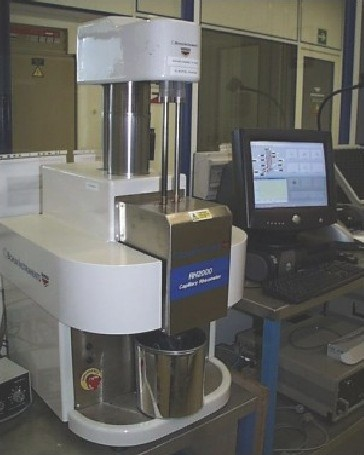
Rhéomètre capillaire à écoulement forcé

On distingue les types de géométrie suivants :
- cylindres coaxiaux (de type DIN[2], Searle ou Couette). On montre que si le rapport entre le rayon extérieur R2 et le rayon intérieur R1 est inférieur à 1,05, on peut considérer {\displaystyle {\dot {\gamma }}} comme constant et prendre sa valeur moyenne {\displaystyle {\dot {\gamma }}_{m}}. Le rhéomètre de type Searle, très courant, est adapté aux échantillons fluides : le cylindre intérieur offre une grande surface de contact, pour augmenter le couple résistant et donc la sensibilité. L'inertie mécanique est élevée (à vitesse élevée, des instabilités peuvent apparaître, ce qui limite la gamme de taux de cisaillement accessible) ;
- plateaux parallèles (plan-plan, PP). L'entrefer, modifiable de 0,2 à 3 mm, permet d'étudier des échantillons à « particules » ou chargés (exemple : produit polymère fondu). Le (taux de) cisaillement est variable dans le volume de mesure : nul au centre et maximum à la périphérie ;
- cône-plan (CP). L'angle de cône θ est très faible (en général 0,5 ≤ θ ≤ 4°) pour obtenir {\displaystyle {\dot {\gamma }}} quasi constant dans le volume de mesure. Pour une même vitesse de rotation, plus θ est faible, plus {\displaystyle {\dot {\gamma }}} est élevé.

Pour les types PP et CP, le plan inférieur thermorégulé est fixe (stator), la géométrie supérieure tourne (rotor) ou oscille à une faible distance, l'échantillon en faible quantité remplissant le volume de mesure.
Pour ces trois rhéomètres, un piège (ou cloche) à solvant peut être utilisé(e) pour réduire l'évaporation ou le séchage de l'échantillon ;
- capillaire à écoulement forcé (aussi appelé capillaire « haute pression »). Appareil peu répandu, cher, utilisé pour accéder aux propriétés élongationnelles (viscosité élongationnelle, ...) et pour simuler des mises en forme nécessitant des {\displaystyle {\dot {\gamma }}} élevés (pompage, extrusion, pulvérisation, etc.). Le produit contenu dans un réservoir cylindrique très résistant en acier est contraint à travers une filière de section circulaire ou rectangulaire et de dimensions connues, au moyen d'un piston dont la vitesse est contrôlée. Les contraintes de cisaillement sont élevées, permettant l'étude de produits de viscosités apparentes jusqu'à 107 Pa s. Les débitmètres de laboratoire à extrusion Severs et MFI fonctionnent sur le même principe (piston plus filière).

En mode oscillation, l'échantillon est soumis à une contrainte sinusoïdale (vitesse angulaire ω) dans le domaine linéaire de viscoélasticité (expériences à très faibles niveaux de contraintes et de déformations, la déformation varie alors de façon linéaire avec la contrainte).
Un logiciel permet la programmation et le contrôle des paramètres d'essai [valeur de l'entrefer, déformation, temps, fréquence, isotherme, paliers, rampe ou profil de température (association de rampes et de paliers), contrainte de cisaillement ou gradient de vitesse dans le fluide, etc.], la sauvegarde et le traitement des données.

### Choix du rhéomètre en fonction de l’application
Le tableau ci-dessous montre l’importance de la géométrie de mesure (valeurs données à titre indicatif). Ces appareils à rotation utilisent le cisaillement de Couette (entre deux surfaces de révolution). Les géométries à cylindres coaxiaux pour faibles viscosités Mooney-Ewart et à double entrefer ne sont pas considérées.
| Paramètre \ Type                                                                 | DIN, Searle ou Couette | Plateaux parallèles                                                                                                 | Cône-plan                                                            |
| -------------------------------------------------------------------------------- | --- | --- | -------------------------------------------------------------------- |
| Diamètre ⌀ (mm)                                                                  | Cylindre : de 20 mm à quelques cm | Plan : 20 - 60 | Cône : 20 - 60                                                       |
| Entrefer h (mm)                                                                  | De 0,1 à quelques mm | 0,2 - 3 | Dépend de θ et du ⌀ du cône                                          |
| Volume d’échantillon (ml)                                                        | Relativement important ⇒ temps de mise en température assez long                                                                          | Faible | Faible (~ 0,5 - 2)                                                   |
| Inerties mécanique et thermique                                                  | Élevées | Très faibles | Très faibles                                                         |
| Taux de cisaillement ({\displaystyle {\dot {\gamma }}}) dans le volume de mesure | Quasi constant si h est faible devant le rayon des cylindres ({\displaystyle {\frac {R_{2}}{R_{1}}}<1,05}) ⇒ mesure de η absolue possible | Variable ⇒ mesure de η relative                                                                                     | Quasi constant si θ ne dépasse pas 4° ⇒ mesure de η absolue possible |
| Forts taux de cisaillement (suppose des vitesses de rotation élevées)            | Non (à cause de l'inertie) | Oui si h faible | Oui si θ faible                                                      |
| Gamme de fréquence en oscillation                                                | Basses fréquences uniquement (à cause de l'inertie)                                                                                       | Large ⇒ rhéomètre dynamique (mesures avec h < 1 mm)                                                                 | Large ⇒ rhéomètre dynamique                                          |
| Mesures de faibles η                                                             | Oui (surface de contact élevée ⇒ bonne sensibilité)                                                                                       | Possible avec plan ⌀ 60                                                                                             | Possible avec cône ⌀ 60                                              |
| Mesures de fortes η                                                              | Non | Avec plan ⌀ 20 | Avec cône ⌀ 20                                                       |
| Mesures sur échantillons contenant des particules de taille très élevée          | Oui si h élevé (petit mobile dans un grand godet)                                                                                         | Oui si h élevé | Non (entrefer faible au niveau de la troncature)                     |
| Facilité d'emploi                                                                | Remplissage très délicat, nettoyage parfois difficile                                                                                     | Nettoyage facile | Assez sensible à un mauvais remplissage ; nettoyage facile           |
| Divers                                                                           | Bon marché (sauf si entrefers très étroits ⇒ réalisation mécanique rigoureuse)                                                            | Très utilisé pour mesures : comparatives de viscosité, mesures dynamiques, de fluage et de relaxation de contrainte | Réalisation soignée ⇒ cher                                           |

## Application
Les rhéomètres sont surtout utilisés en recherche et développement, par exemple en formulation d'adhésifs, d'huiles, de bitumes, de peintures, de cosmétiques, ou pour le suivi de réticulation d'une résine thermodurcissable (mesure de la viscosité minimale, du temps de gel...).